# Мира-Синтра
Мира-Синтра (порт. Mira-Sintra)  —  район (фрегезия) в Португалии,  входит в округ Лиссабон. Является составной частью муниципалитета  Синтра. Находится в составе крупной городской агломерации Большой Лиссабон. По старому административному делению входил в провинцию Эштремадура. Входит в экономико-статистический  субрегион Большой Лиссабон, который входит в Лиссабонский регион. Население составляет 5 280 человек на 2011 год.
Покровителем района считается Франциск Ассизский (порт. Francisco de Assis). 